# Гирос (Грчка)
Гирос (грч. Γύρος) је насељено место у општини Паранести у периферији Источна Македонија и Тракија, Грчка. Према попису из 2021. године било је 10 становника.
Гирос је 1913. године имао 75 житеља Турака. Године 1923. турско становништво је принудно исељено у Турску а на њихово место је насељено 18 грчких избегличких породица, којих је на попису из 1928. године било 97. Село се раније звало Герикли.